# アコニット酸デカルボキシラーゼ
アコニット酸デカルボキシラーゼ(Aconitate decarboxylase、EC 4.1.1.6)は、以下の化学反応を触媒する酵素である。
cis-アコニット酸{\displaystyle \rightleftharpoons }イタコン酸 + 二酸化炭素
従って、この酵素の1つの基質はcis-アコニット酸、2つの生成物はイタコン酸と二酸化炭素である。
この酵素は、リアーゼ、特にカルボキシリアーゼに分類される。系統名は、cis-アコニット酸 カルボキシリアーゼ(イタコン酸生成)である。その他よく用いられる名前に、cis-aconitic decarboxylase、CAD、cis-aconitate carboxy-lyase、cis-aconitate carboxy-lyase等がある。
この酵素は、C5分岐二塩基酸の代謝に関与している。